# ベロヴェーシ合意
ベロヴェーシ合意（ベロヴェーシごうい、英語: Belovezha Accords; ロシア語: Беловежские соглашения）は、1991年12月8日、ロシアのボリス・エリツィン大統領、ウクライナのレオニード・クラフチューク大統領、ベラルーシのスタニスラフ・シュシケービッチ最高会議議長が参加して、ベラルーシとポーランドの国境にまたがるベロヴェーシの森(ベラルーシ側)の旧フルシチョフ別荘で急遽行われた秘密会議、及び、その会議においてまとまった合意。特に、ソビエト連邦の消滅と独立国家共同体（CIS）の設立を宣言した「独立国家共同体の設立に関する協定」を指す。

## 経緯
1985年、ミハイル・ゴルバチョフが共産党書記長に就任すると、翌年から「ペレストロイカ」を打ち出し、政治や経済の改革を進めた。東欧の民主化を後押しし、冷戦を終結させたが、国内では経済が混乱し、国民は連邦政府への不満を募らせた。また、検閲の廃止や言論の自由（グラスノスチ）が進められたことにより、各地で民族主義と独立志向が強まり、広がっていった。
ナゴルノ・カラバフ等での民族紛争の勃発、バルト三国の独立回復宣言など、崩壊の様相を呈してきた連邦を維持するため、ゴルバチョフ書記長（1990年3月からは大統領を兼任）は、連邦構成共和国の権限を大幅に拡大する新連邦条約の成立を目指した。
しかし、条約の調印を翌日に控えた1991年8月19日、これに反対する保守派勢力によるクーデターが発生。ゴルバチョフに代わり権力を強めていたボリス・エリツィンのロシアや市民の抵抗により政権奪取の試みは失敗したが、連邦政府の権威は失墜、共和国が相次いで独立を宣言し、連邦の分裂は深まった。
連邦崩壊を防ぐため、ゴルバチョフは新たな新連邦条約と経済共同体条約の成立を急ぐ中、12月1日、ウクライナで独立宣言（8月24日）の是非を問う国民投票が行われ、得票率84.2％、賛成90.3％の圧倒的多数によって支持された。独立の意思を明確にしたウクライナに対し、ゴルバチョフとエリツィンは「ウクライナなくして新連邦は成り立たない」という意見で一致。12月7日、エリツィンとスタニスラフ・シュシケービッチベラルーシ最高会議議長、国民投票と同時に行われた大統領選挙で選出されたウクライナのレオニード・クラフチューク大統領は、ベラルーシ・ブレスト州に位置するベロヴェーシの森の政府別荘に集まり、会談を行った。

## 内容
12月8日、3国の最高指導者は「独立国家共同体（CIS）の設立に関する協定」に調印したことなどを発表した。CIS設立協定では「国際法の対象と地政学的な現実としてのソ連は既に消滅している」とされ、「欧州共同体（EC）をモデルにした緩やかな共同体（コモンウェルス）であるCISの設立」を宣言。調整機関をミンスクに置くことや、政治、経済、軍事面で協力していくことが定められた。エリツィン、クラフチューク、シュシケービッチに加え、ロシアのゲンナジー・ブルブリス国務長官、ウクライナのヴィトリド・フォーキン首相、ベラルーシのヴャチェスラフ・ケヴィッチ閣僚会議議長が署名している。
合意の内容は発表直後にエリツィン大統領から当時のアメリカ大統領ジョージ・H・W・ブッシュに一般電話で伝えられ、その後、ホスト国であったベラルーシのシュシケービッチ議長からゴルバチョフ大統領に伝えられた。

## その後

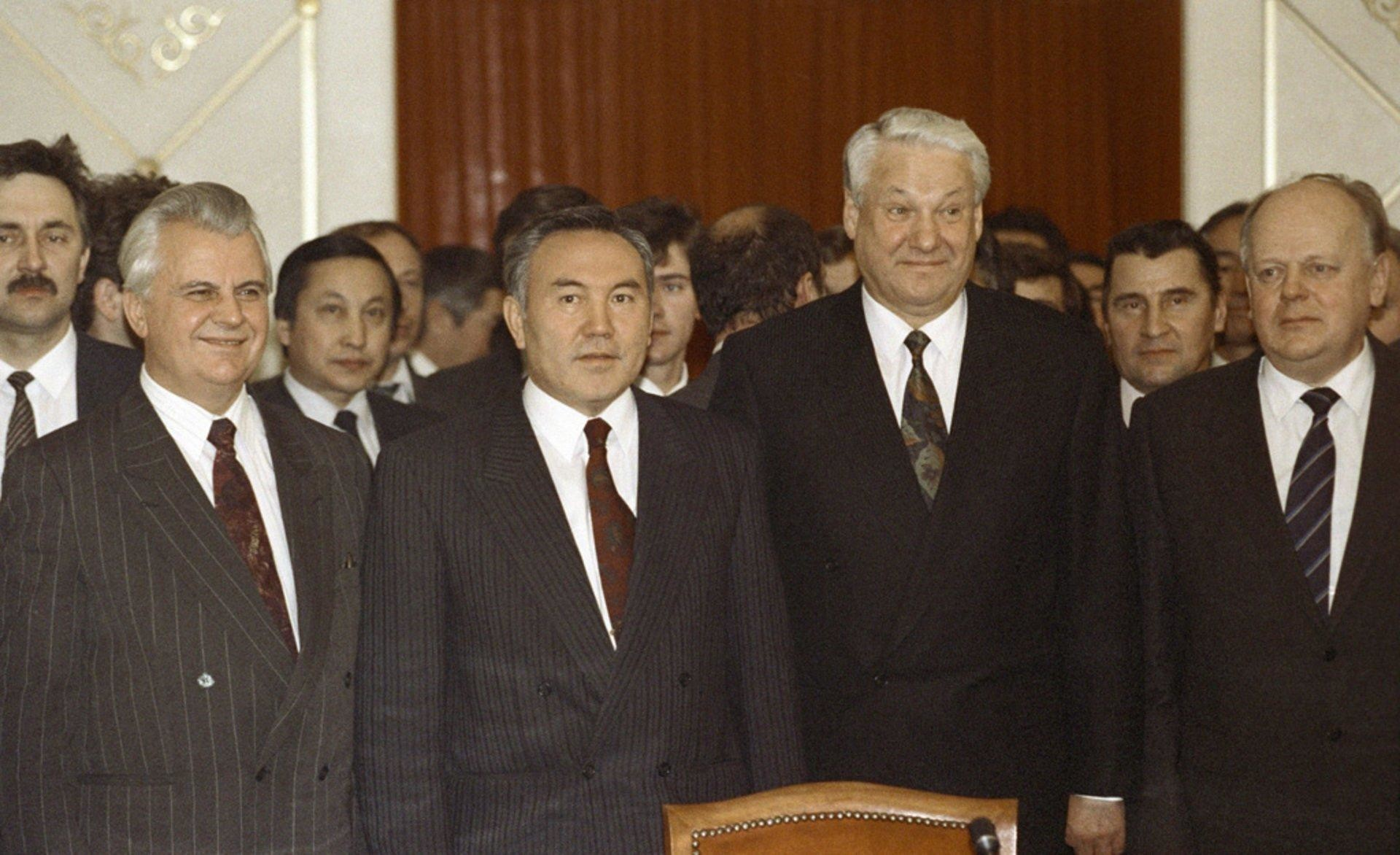
アルマ・アタ宣言の調印式

ゴルバチョフは協定について「3共和国の首脳のみで決定できることではない」と批判し、連邦最高会議による新連邦条約及びベロヴェーシ合意の審議、臨時人民代議員大会の招集と国民投票の実施を呼びかけた。連邦最高会議憲法監視委員会も11日、合意は法的に無効であるとする声明を発表。しかし、これらはいずれも無視された。
10日にはウクライナ最高会議とベラルーシ最高会議が、12日にはロシア最高会議で協定が批准された。
新たな新連邦条約に調印する予定だった他の共和国は動揺し、混乱した。カザフスタンのヌルスルタン・ナザルバエフ大統領は当初、スラブ3共和国首脳のみで決められたこの合意を批判。ウズベキスタン、キルギスタン、タジキスタン、トルクメニスタンら中央アジアの共和国もCIS加盟には消極的だった。しかし、経済的にロシアに依存する5共和国はロシアとの関係を絶つわけにはいかず、13日にはCISに参加する声明を発表した。その他の共和国もこれに続き、21日にはグルジアと既に連邦を脱退したバルト三国（リトアニア、ラトビア、エストニア）を除くすべての連邦構成共和国がカザフスタンのアルマ・アタで首脳会議を開催し、アルマ・アタ宣言に調印した。
追い込まれたゴルバチョフは最後までCIS創設と連邦解体に反対したが、25日に大統領を辞任。26日にはソ連最高会議共和国会議でソ連の消滅が確認された。

## 協定の法的正当性
ゴルバチョフ大統領やソ連邦最高会議憲法監視委員会はこの合意は法的に無効であると主張。また、セルゲイ・バブーリンなど一部のロシア最高会議代議員も違憲性を主張している。